# 雷蒙·曼高
雷蒙·奧安祖·曼高·艾巴拉辛（Reimond Orángel Manco Albarracín，1990年08月23日—），祕魯足球運動員，司職前鋒或中場，效力荷蘭班霸球會PSV燕豪芬。
在2007年的南美17歲以下足球錦標賽後，他被評為最佳球員。他亦被寄望是秘魯的一個最有希望的新星，在不久的將來帶領國家隊邁進廣闊的前景，他亦參加去年在韓國舉行的2007世青盃。他現在是祕魯大國腳，2008年2月6日，在對玻利維亞的賽事中，他作出他國家隊處子秀，該仗他是在第62分鐘以後備身份上場，亦參加了2008年3月6日對哥斯達黎加的賽事。

## 生涯
曼高是來自秘魯的一個貧窮的地方。這助他在發揮熱沙的盧林，訓練到他的速度和足球技巧。當他拒絕了在秘魯球會的教育獎學金，他返回委內瑞拉因為，他的父母與家庭陷入不景氣。（他在2歲因為他父母錢的問題而到委內瑞拉，在8歲時遷回秘魯）。2007年世青盃中，曼高獲金牌和貨金不是用於個人生活。而是給他的母親，並幫助他的父親治療糖尿病。童年時期，曼高效力於“Academia Cantolao”，他已參加不少高級比賽，其中包括在歐洲Gothia杯。
曼高於2007年4月7日首次在利馬聯盟亮相在以2-0勝Alianza Lima。他是在第86分鐘後備登場，成為定期後備。在教練變更後，曼高在一場友誼賽中擔任隊長。在球隊光芒四射後。吸引到不來梅，皇家馬德里，國際米蘭，曼聯，車路士，燕豪芬，利物浦和巴塞羅那的目光。他最終簽署了燕豪芬。在2009年冬季，他被借到威廉二世。

## 榮譽
個人
- 2007年的南美17歲以下足球錦標賽最佳球員
- 2007年世青盃最佳25人

## 連結
- Reimond Manco began with the Peruvian Academia Deportiva Cantolao （西班牙文）
- Reimond Manco Official Site （西班牙文）